# (500131) 2012 CW32
(500131) 2012 CW32 es un asteroide perteneciente al cinturón de asteroides, descubierto el 26 de abril de 2008 por el equipo del Mount Lemmon Survey desde el Observatorio del Monte Lemmon, Arizona, Estados Unidos.

## Designación y nombre
Designado provisionalmente como 2012 CW32.

## Características orbitales
2012 CW32 está situado a una distancia media del Sol de 2,674 ua, pudiendo alejarse hasta 3,105 ua y acercarse hasta 2,242 ua. Su excentricidad es 0,161 y la inclinación orbital 3,502 grados. Emplea 1597,25 días en completar una órbita alrededor del Sol.
Los próximos acercamientos a la órbita de Júpiter se producirán el 15 de junio de 2058, el 25 de marzo de 2107 y el 25 de marzo de 2107, entre otros.

## Características físicas
La magnitud absoluta de 2012 CW32 es 17,3.